# Torneo di Wimbledon 2014 - Qualificazioni doppio femminile
Le qualificazioni del doppio  femminile del Torneo di Wimbledon 2014 sono state un torneo di tennis preliminare per accedere alla fase finale della manifestazione. I vincitori dell'ultimo turno sono entrati di diritto nel tabellone principale. In caso di ritiro di uno o più giocatori aventi diritto a questi sono subentrati i lucky loser, ossia i giocatori che hanno perso nell'ultimo turno ma che avevano una classifica più alta rispetto agli altri partecipanti che avevano comunque perso nel turno finale.

## Teste di serie
1. Ljudmyla Kičenok /  Nadežda Kičenok (qualificate)
2. Julija Bejhel'zymer /  Klaudia Jans-Ignacik (ultimo turno)
3. Chan Chin-wei /  Xu Yifan (ultimo turno)
4. Monique Adamczak /  Olivia Rogowska (primo turno)

1. Jarmila Gajdošová /  Arina Rodionova (qualificate)
2. Mandy Minella /  Aleksandra Panova (primo turno)
3. Mariana Duque /  María Irigoyen (primo turno)
4. Stéphanie Foretz Gacon /  Tamarine Tanasugarn (primo turno)

## Qualificati
1. Ljudmyla Kičenok /  Nadežda Kičenok
2. Jarmila Gajdošová /  Arina Rodionova

1. Pauline Parmentier /  Laura Thorpe
2. Vesna Dolonc /  Daniela Seguel

## Tabellone qualificazioni

### Legenda
| - Q = Qualificato - WC = Wild card - LL = Lucky loser | - ALT = Alternate - SE = Special Exempt - PR = Protected Ranking | - w/o = Walkover - r = Ritirato - d = Squalificato |

### Sezione 1
|  | Primo turno | Primo turno                                | Primo turno | Primo turno | Primo turno |  |  | Ultimo turno | Ultimo turno                     | Ultimo turno                     | Ultimo turno | Ultimo turno |  |
|  |             |                                            |             |             |             |  |  |              |                                  |                                  |              |              |  |
|  | 1           | Ljudmyla Kičenok Nadežda Kičenok           | 6           | 1           | 9           |  |  |              |                                  |                                  |              |              |  |
|  |             | Paula Ormaechea Teliana Pereira            | 1           | 6           | 7           |  |  | 1            | Ljudmyla Kičenok Nadežda Kičenok | Ljudmyla Kičenok Nadežda Kičenok | 6            | 6            |  |
|  | WC          | Katie Boulter Katy Dunne                   | 4           | 6           | 7           |  |  | WC           | Katie Boulter Katy Dunne         | Katie Boulter Katy Dunne         | 1            | 4            |  |
|  | 8           | Stéphanie Foretz Gacon Tamarine Tanasugarn | 6           | 4           | 5           |  |  |              |                                  |                                  |              |              |  |

### Sezione 2
|  | Primo turno | Primo turno                              | Primo turno                              | Primo turno | Primo turno |  |  | Ultimo turno | Ultimo turno                             | Ultimo turno                             | Ultimo turno | Ultimo turno |  |
|  |             |                                          |                                          |             |             |  |  |              |                                          |                                          |              |              |  |
|  | 2           | Julija Bejhel'zymer Klaudia Jans-Ignacik | Julija Bejhel'zymer Klaudia Jans-Ignacik | 6           | 6           |  |  |              |                                          |                                          |              |              |  |
|  | WC          | Samantha Murray Jade Windley             | Samantha Murray Jade Windley             | 4           | 2           |  |  | 2            | Julija Bejhel'zymer Klaudia Jans-Ignacik | Julija Bejhel'zymer Klaudia Jans-Ignacik | 2            | 4            |  |
|  | Alt         | Irina Falconi Maria Sanchez              | Irina Falconi Maria Sanchez              | 4           | 5           |  |  | 5            | Jarmila Gajdošová Arina Rodionova        | Jarmila Gajdošová Arina Rodionova        | 6            | 6            |  |
|  | 5           | Jarmila Gajdošová Arina Rodionova        | Jarmila Gajdošová Arina Rodionova        | 6           | 7           |  |  |              |                                          |                                          |              |              |  |

### Sezione 3
|  | Primo turno | Primo turno                          | Primo turno                     | Primo turno | Primo turno |  |  | Ultimo turno | Ultimo turno                    | Ultimo turno                    | Ultimo turno | Ultimo turno |  |
|  |             |                                      |                                 |             |             |  |  |              |                                 |                                 |              |              |  |
|  | 3           | Chan Chin-wei Xu Yifan               | 5                               | 6           | 6           |  |  |              |                                 |                                 |              |              |  |
|  |             | Lara Arruabarrena Alexandra Dulgheru | 7                               | 2           | 3           |  |  | 3            | Chan Chin-wei Xu Yifan          | Chan Chin-wei Xu Yifan          | 4            | 2            |  |
|  |             | Pauline Parmentier Laura Thorpe      | Pauline Parmentier Laura Thorpe | 6           | 6           |  |  |              | Pauline Parmentier Laura Thorpe | Pauline Parmentier Laura Thorpe | 6            | 6            |  |
|  | 6           | Mandy Minella Aleksandra Panova      | Mandy Minella Aleksandra Panova | 4           | 3           |  |  |              |                                 |                                 |              |              |  |

### Sezione 4
|  | Primo turno | Primo turno                      | Primo turno                      | Primo turno | Primo turno |  |  | Ultimo turno                     | Ultimo turno                     | Ultimo turno                     | Ultimo turno | Ultimo turno |  |
|  |             |                                  |                                  |             |             |  |  |                                  |                                  |                                  |              |              |  |
|  | 4           | Monique Adamczak Olivia Rogowska | Monique Adamczak Olivia Rogowska | 2           | 5           |  |  |                                  |                                  |                                  |              |              |  |
|  |             | Timea Bacsinszky Johanna Larsson | Timea Bacsinszky Johanna Larsson | 6           | 7           |  |  | Timea Bacsinszky Johanna Larsson | Timea Bacsinszky Johanna Larsson | Timea Bacsinszky Johanna Larsson | 4            | 67           |  |
|  |             | Vesna Dolonc Daniela Seguel      | Vesna Dolonc Daniela Seguel      | 6           | 6           |  |  | Vesna Dolonc Daniela Seguel      | Vesna Dolonc Daniela Seguel      | Vesna Dolonc Daniela Seguel      | 6            | 7            |  |
|  | 7           | Mariana Duque María Irigoyen     | Mariana Duque María Irigoyen     | 1           | 3           |  |  |                                  |                                  |                                  |              |              |  |